# Melanocacus
Genre
Melanocacus est un genre de libellules de la famille des Gomphidae (sous-ordre des Anisoptères, ordre des Odonates). 

## Liste d'espèces
Selon BioLib (7 janvier 2021) :
- Melanocacus interioris Belle, 1986
- Melanocacus mungo (Needham, 1940)